# Monsieur Chocolat
Monsieur Chocolat ist eine französische Filmbiografie von Roschdy Zem aus dem Jahr 2016.

## Handlung
Das Jahr 1897, Nordfrankreich: George Footit ist lange Zeit im kleinen Dorfzirkus Delvaux als Clown aufgetreten, doch sind seine Späße in die Jahre gekommen. Zirkusleiter Théodore Delvaux sucht etwas Spektakuläres und so hat er neben einem Kleinwüchsigen und einer übergewichtigen Frau auch den schwarzen Rafael Padilla aus Kuba im Programm, den er zusammen mit seiner Schimpansendame Pascha als Kannibalen und „Negerkönig Kananga“ anpreist. Footit überzeugt Padilla, mit ihm als Clownsduo aufzutreten. Sie können Delvaux überzeugen, ihnen als „weißer Clown und dummer August“ eine Chance zu geben. Ihre Nummer kommt beim Publikum sehr gut an und so treten sie zunächst als „Footit und Kananga“ und nach kurzer Zeit unter dem Namen „Footit und Chocolat“ im Zirkus auf, dessen Stars sie schon bald werden. Einen Auftritt sieht Joseph Oller vom Nouveau Cirque in Paris und gibt ihnen ein Engagement.
In Paris werden sie schnell zu Publikumslieblingen und spielen ihre besten Sketche auch vor der Filmkamera. Vor allem der extrovertierte Padilla beginnt, den Luxus zu lieben. Er umgibt sich mit schönen Frauen, kauft sich ein Auto, teure Anzüge und verliert einen Großteil seiner Einnahmen beim Glücksspiel. Bei einem Presseauftritt lernt er die verwitwete Krankenschwester Marie Hecquet kennen; beide werden ein Paar.
Der Erfolg von Footit und Chocolat macht beiden auch Feinde. Das komische Duo Ortis und Green stichelt gegen die Konkurrenten und Yvonne Delvaux, ihre frühere Arbeitgeberin, zeigt Padilla bei der Polizei an, da er keine Ausweispapiere besitzt. Padilla wird verhaftet und von den Polizisten misshandelt. Im Gefängnis lernt er den schwarzen Intellektuellen Victor kennen, der Padillas Arbeit verachtet, da sich Chocolat jeden Abend von Footit durch die Manege jagen und verhauen lässt. Padillas Erfolg sei ein Hohn für die Weißen, seine gesellschaftliche Anerkennung nur Schein. Wahre Kunst müsse die Verhältnisse verändern und neue Perspektiven schaffen. Nach mehr als einer Woche wird Padilla entlassen, doch hat die Zeit im Gefängnis ihn verändert. Er beginnt seine Rolle im Clownsduo zu hinterfragen, akzeptiert nicht mehr, dass er weniger Gage als Footit erhält und wehrt sich gegen Werbeposter, die ihn als Affen stilisieren. Footit macht ihm jedoch klar, dass er allein ein Niemand auf der Bühne wäre. Als sich Padilla während eines Auftritts aus seiner Rolle entfernt und Footit Paroli bietet, ohrfeigt dieser ihn. Auch die Sticheleien von Ortiz lässt Padilla nicht mehr über sich ergehen, sondern verprügelt ihn, woraufhin er eine Geldstrafe vom Zirkusleiter erhält.
Padillas großer Traum ist es, als Künstler ernst genommen zu werden. Er mag Shakespeare und Victor empfiehlt ihm, Othello am Theater zu spielen, da diese Rolle noch nie von einem Schwarzen übernommen wurde. Marie Hecquet, die Padilla liebt, vermittelt ihm den Kontakt zum Leiter des Théâtre Antoine, Firmin Gémier, der mit ihm Othello inszenieren will. Kurz darauf kündigt Padilla Footit die Zusammenarbeit auf. Er stürzt sich in die Arbeit an Othello, merkt jedoch schnell, dass er Probleme mit dem Text und der Bühne hat. Erste Artikel zerreißen seine Leistung bereits vor der Premiere und Padilla zerbricht fast an Selbstzweifeln. Er fängt sich und brilliert bei der Premiere. Das Publikum pfeift ihn jedoch aus, so solle er zurück zum Zirkus gehen. Wenig später wird er von Spielschuldeneintreibern zusammengeschlagen, die zur Warnung seine Hand zertrümmern.
Bordeaux im November 1917: Padilla und Marie Hecquet haben geheiratet, doch ist Padilla ganz unten angelangt. Er hat Tuberkulose im Endstadium und ist als Aushilfe in einem Dorfzirkus angestellt. Als der Arzt ihm nur noch wenige Tage zu leben gibt, informiert Marie Footit, der Padilla ein letztes Mal besucht. Bei der Erinnerung an die gemeinsamen Tage muss Footit lachen und beginnt schließlich zu weinen. Padilla stirbt am 4. November 1917, keine 50 Jahre alt.

## Produktion
Monsieur Chocolat behandelt die Biografie von Rafael Padilla, genannt „Chocolat“, der als Sohn kubanischer Sklaven im Kindesalter nach Frankreich kam. Die Dreharbeiten fanden 2015 vor allem in Paris statt. Die Kostüme schuf Pascaline Chavanne, die Filmbauten stammten von Jérémie Duchier. Vor dem Abspann läuft der von den Brüdern Lumière am 30. September 1900 gedrehte Film Chaise en bascule mit Footit und Chocoloat, dessen Dreharbeiten im Film gezeigt werden.
Monsieur Chocolat feierte am 5. Januar 2016 in Montpellier seine Premiere. Er lief am 3. Februar 2016 in den französischen Kinos an, wo er von rund 1,7 Millionen Zuschauern gesehen wurde. Am 25. Februar 2016 kam er in die Schweizer und am 19. Mai 2016 auch in die deutschen Kinos.

## Synchronisation
| Rolle                            | Darsteller      | Synchronsprecher |
| -------------------------------- | --------------- | ---------------- |
| Rafael Padilla, genannt Chocolat | Omar Sy         | Sascha Rotermund |
| George Footit, genannt Footit    | James Thiérrée  | Stefan Krause    |
| Joseph Oller                     | Olivier Gourmet | Tobias Lelle     |
| Ray                              | Hocine Choutri  | Christian Intorp |

## Drehbuch
Als Grundlage für das Drehbuch dient das Buch von Gérard Noiriel. Er wir als Mitautor des Drehbuchs genannt.

## Auszeichnungen
Beim Prix Lumières erhielt Monsieur Chocolat 2017 zwei Nominierungen in der Kategorie Bester Darsteller (Omar Sy und James Thierrée). Der Film gewann 2017 einen Globe de Cristal als Bester Film; Omar Sy wurde mit dem Preis für den Besten Schauspieler ausgezeichnet.
Beim César 2017 gewann der Film einen Preis in den Kategorien Bester Nebendarsteller (James Thierrée) und Bestes Szenenbild (Jérémie Duchier). Er war zudem in den Kategorien Bester Hauptdarsteller (Omar Sy), Beste Filmmusik (Gabriel Yared) und Bester Ton (Brigitte Taillandier, Vincent Guillon, Stéphane Thibault) für einen César nominiert.